# Hemingway's Whiskey
Hemingway's Whiskey è il tredicesimo album in studio del cantante country statunitense Kenny Chesney, pubblicato nel 2010.

## Tracce
1. The Boys of Fall – 6:32
2. Live a Little – 3:39
3. Coastal – 2:40
4. You and Tequila (featuring Grace Potter) – 4:03
5. Seven Days – 4:20
6. Small Y'all (featuring George Jones) – 2:54
7. Where I Grew Up – 3:39
8. Reality – 3:31
9. Round and Round – 5:05
10. Somewhere with You – 4:04
11. Hemingway's Whiskey – 3:28